# 德国战争罪行

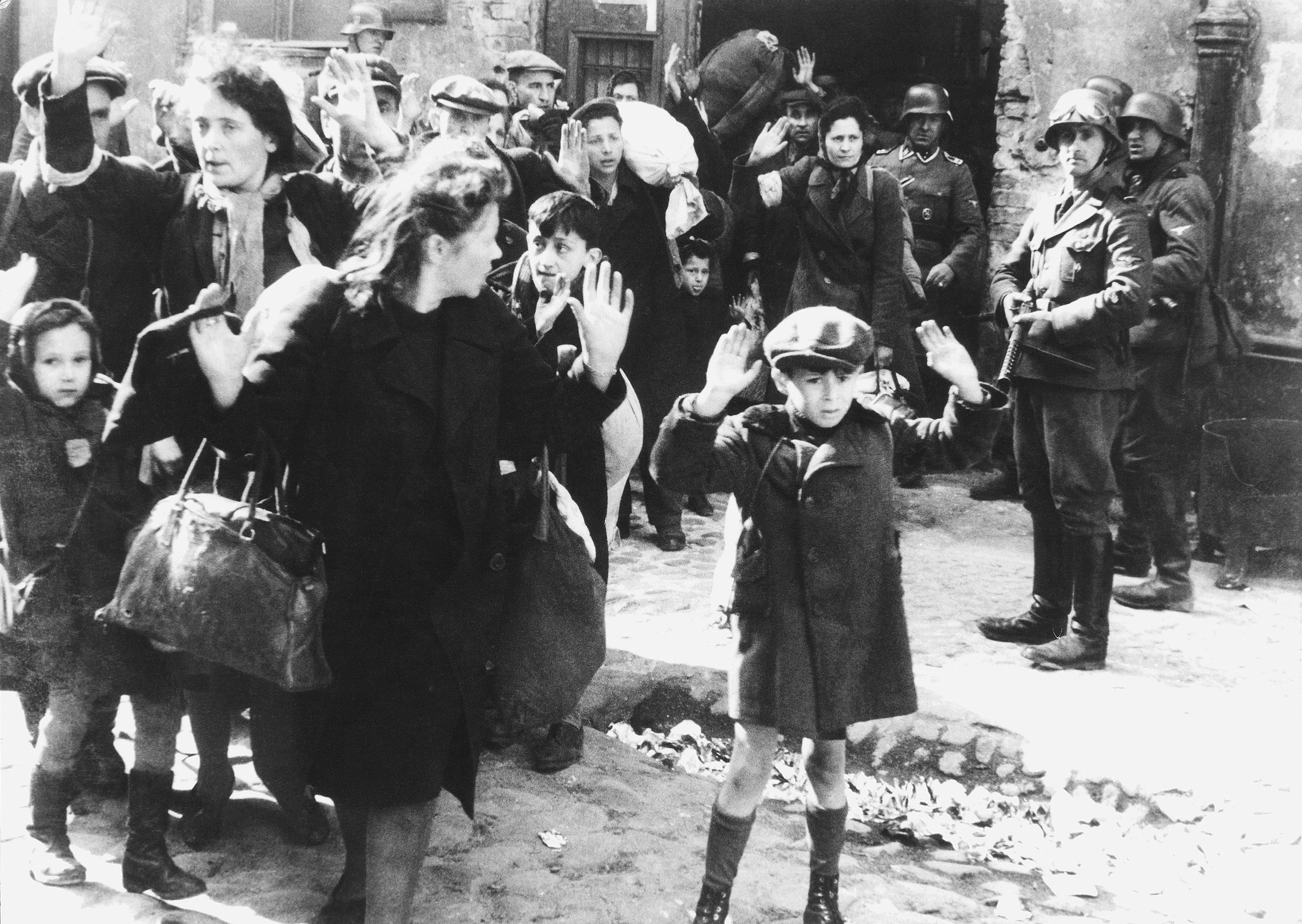
華沙隔都的猶太男孩

德意志帝國與納粹德國時期的德國政府曾組織、下令並进行了多项战争犯罪行为。一戰前就有赫雷羅人和納馬人大屠殺的案例，到了兩次大戰更有多起紀錄。其中在二战時，纳粹德国政府实行的种族屠杀导致六百萬犹太人死亡。大屠杀为其中最为知名的例子，与此同时也有数百万人死于德国在战争中的行为。

## 一戰
一戰時期，德國曾違反海牙公約在戰場上大量使用化學武器，造成許多人員傷亡。另外在西線戰場作戰時，亦曾犯下一系列暴行蹂躪比利時。
海戰部分，德國也曾經砲轟英國沿岸城市，同樣違反海牙公約中未經警告就砲轟未設防地區的規定。1915年起施行的無限制潛艇戰同樣具有爭議，因為德軍不僅攻擊軍艦，民用船隻也一律擊沉。

## 二战时期

### 種族滅絕
德国的種族滅絕計劃由阿道夫·希特勒和納粹黨領導，約600萬名猶太人被屠殺。當中超過100萬名猶太兒童及約200萬名猶太婦女在大屠殺中喪生。

### 奴工剝削
又稱為「IG法本」的法本公司，曾在在奧斯維辛集中營裡獨自建立工廠，強迫集中營囚犯為其無償勞動。由於勞動過度與惡劣的生活環境，工人的平均生命只有3個月。

## 知名战犯
- 阿道夫·希特勒
- 約瑟夫‧門格勒
- 海因里希·希姆萊
- 萊茵哈德·海德里希
- 阿道夫·艾希曼